# Swinford
Swinford is een plaats in het Ierse graafschap Mayo. De plaats telt 2.724 inwoners.